# Colle di Val d'Elsa

Le Area naturale protetta di interesse locale Parco fluviale dell'Alta Val d'Elsa à Colle di Val d'Elsa. Septembre 2021.

Colle di Val d'Elsa est une commune d'environ 20 000 habitants, située dans la province de Sienne, en Toscane, une des régions d'Italie.

## Monuments
La ville haute reste un bourg médiéval aux multiples palais le long de la via del castello et rues étroites (elle est accessible depuis la ville basse moderne par un ascenseur).
- Une des portes du bourg est accessible par un porche traversant le palazzo Campana.
- La via delle volte est une ruelle entièrement couverte enfouie sous les habitations.
- Le Duomo (cattedrale dei Santi Marziale e Alberto).
- sa crypte qui est consacrée aux activités de la confrérie de la Misericordia s'occupant des cérémonies funéraires est entièrement décorée en quadratura comportant plusieurs fresques représentant la Mort en squelette ailé.
- L'église Santa Maria in canonica  comporte un retable à prédelle et figures latérales de saints (Madonna con Bambino con i santi Onofrio, Antonio abate, Bernardino, Stefano, Maria Maddalena) de Pier Francesco Fiorentino.
- La ville, dont une activité fut la cristallerie, comporte un musée dans la ville basse sur cette pratique artisanale.
- Le musée archéologique Ranuccio Bianchi Bandinelli qui expose en particulier  La ragazza delle Porciglia, le trousseau funéraire de la Tombe Pierini et des vestiges de la nécropole de Le Ville et de Dometaia.
- La maison-tour d'Arnolfo di Cambio, originaire de la ville, constructeur du Palazzo Vecchio de Florence (entre autres).

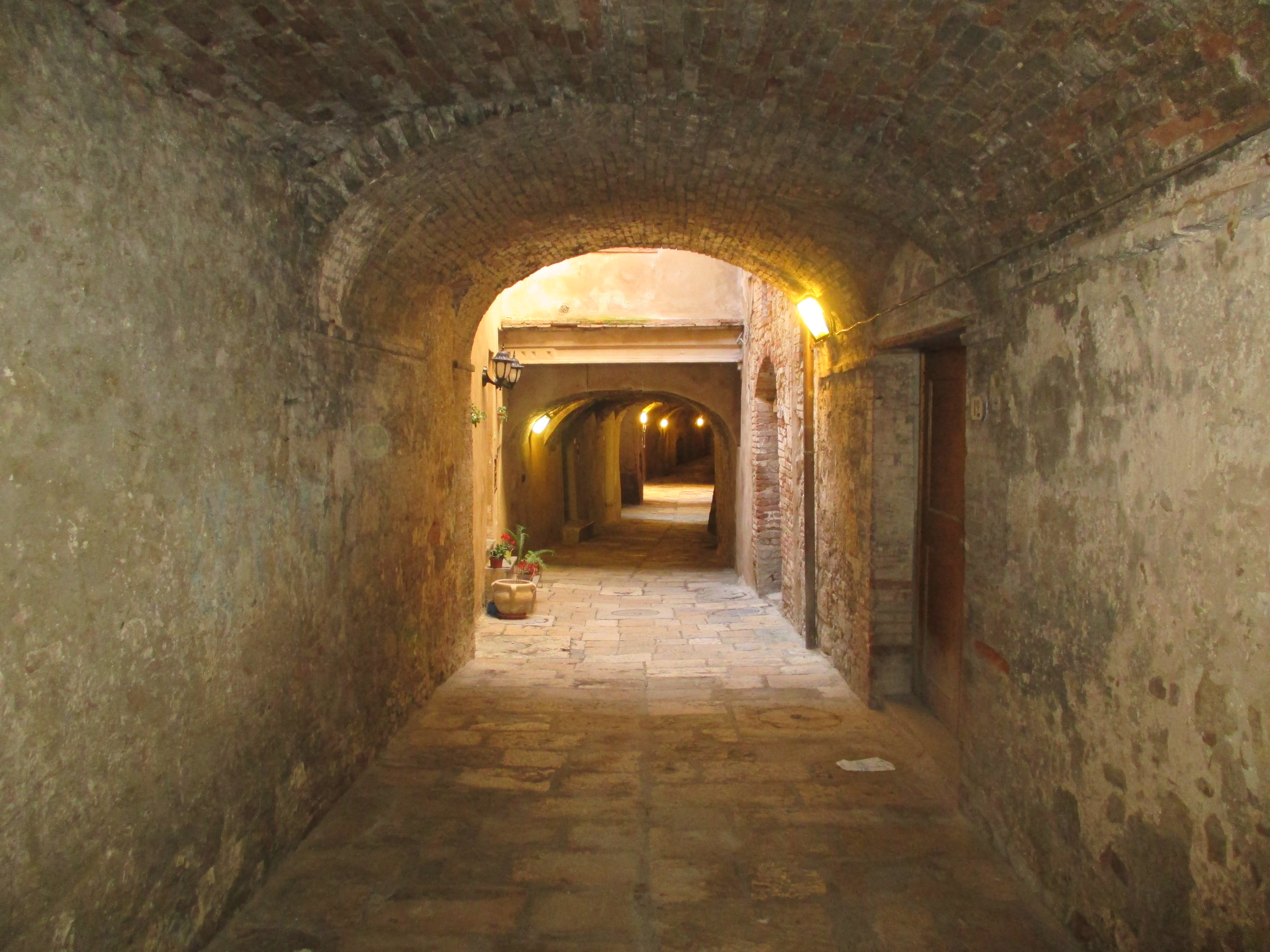
La Via delle volte.
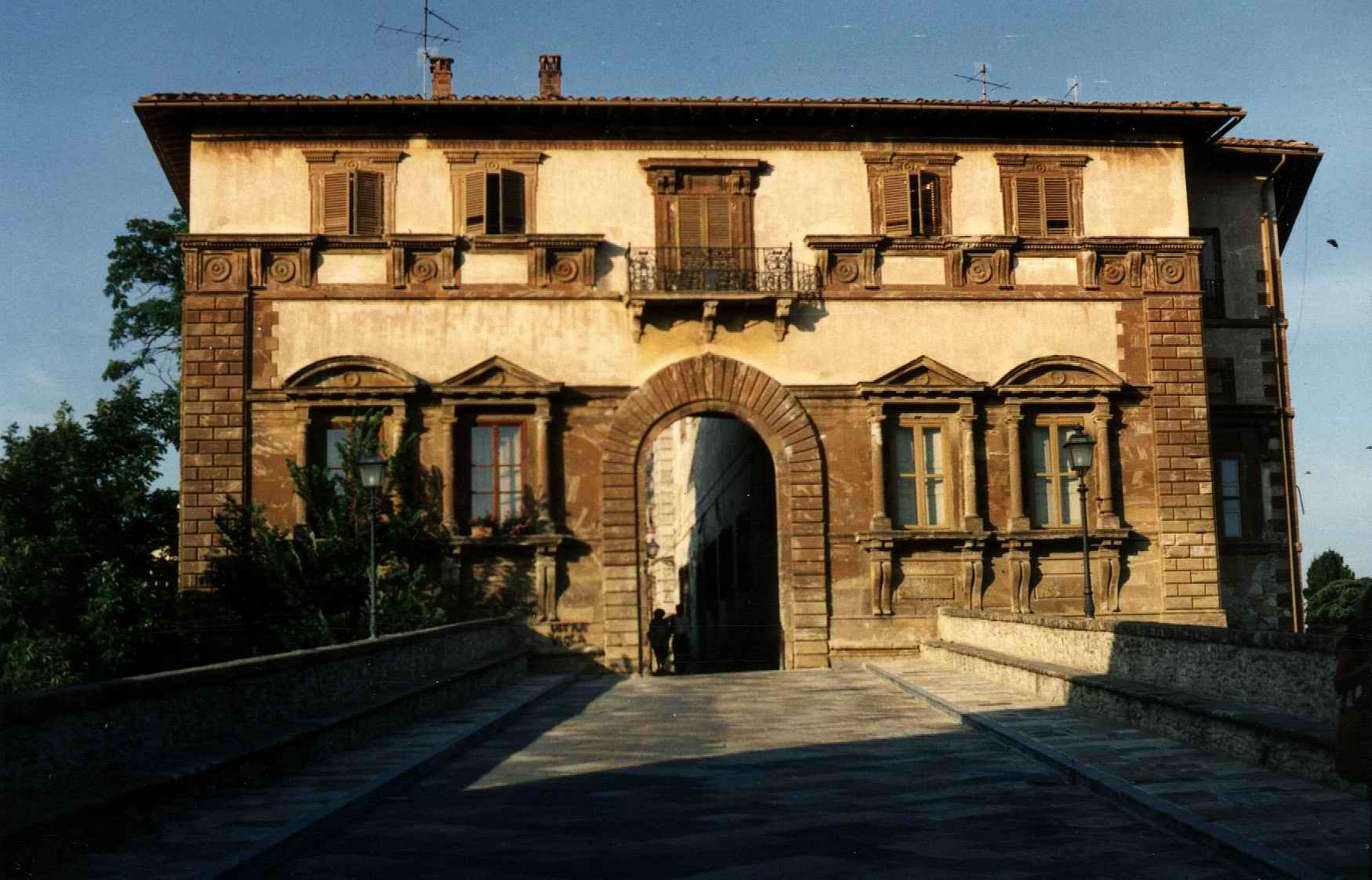
Le palazzo Campana, porte de la ville haute.
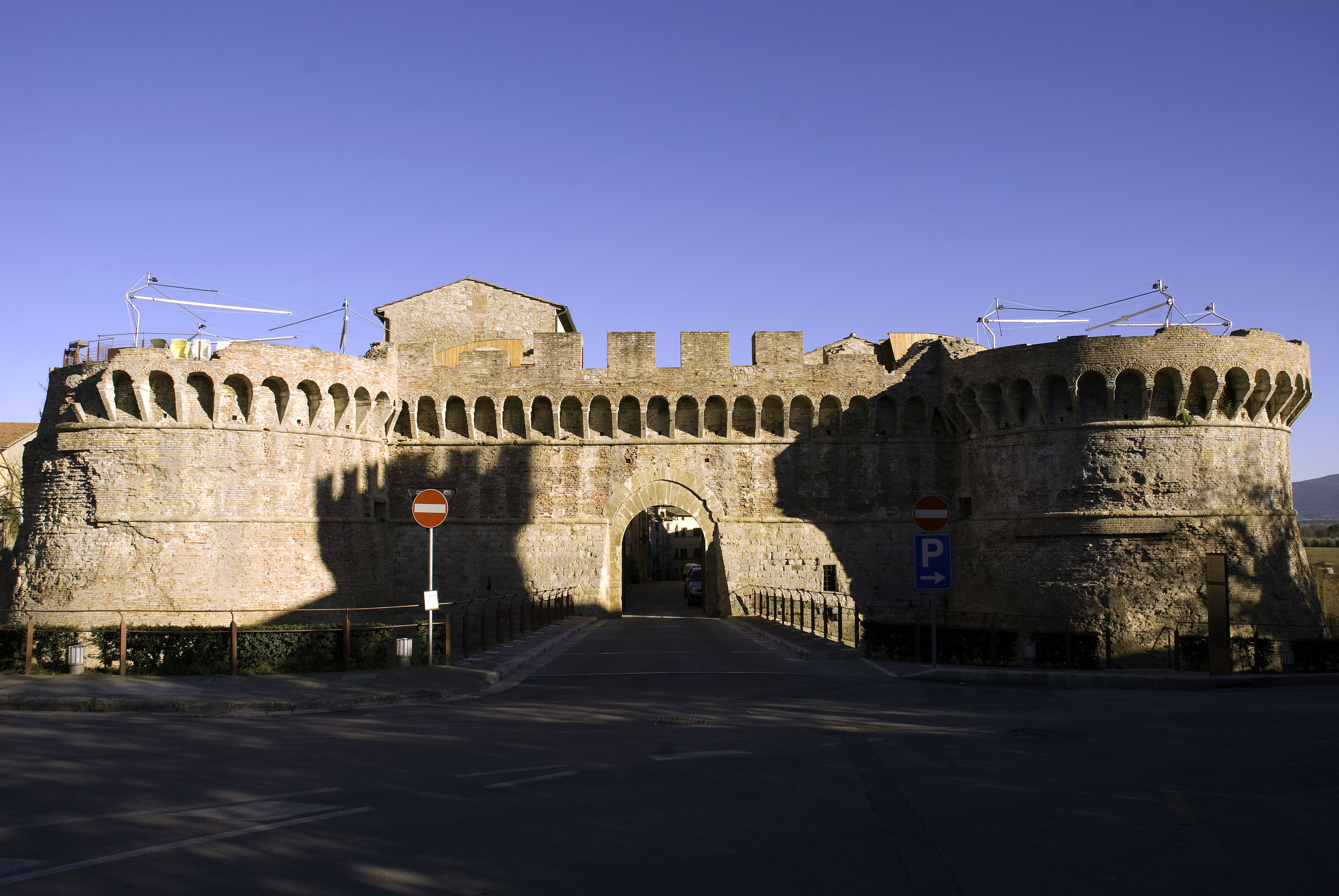
La porte neuve.
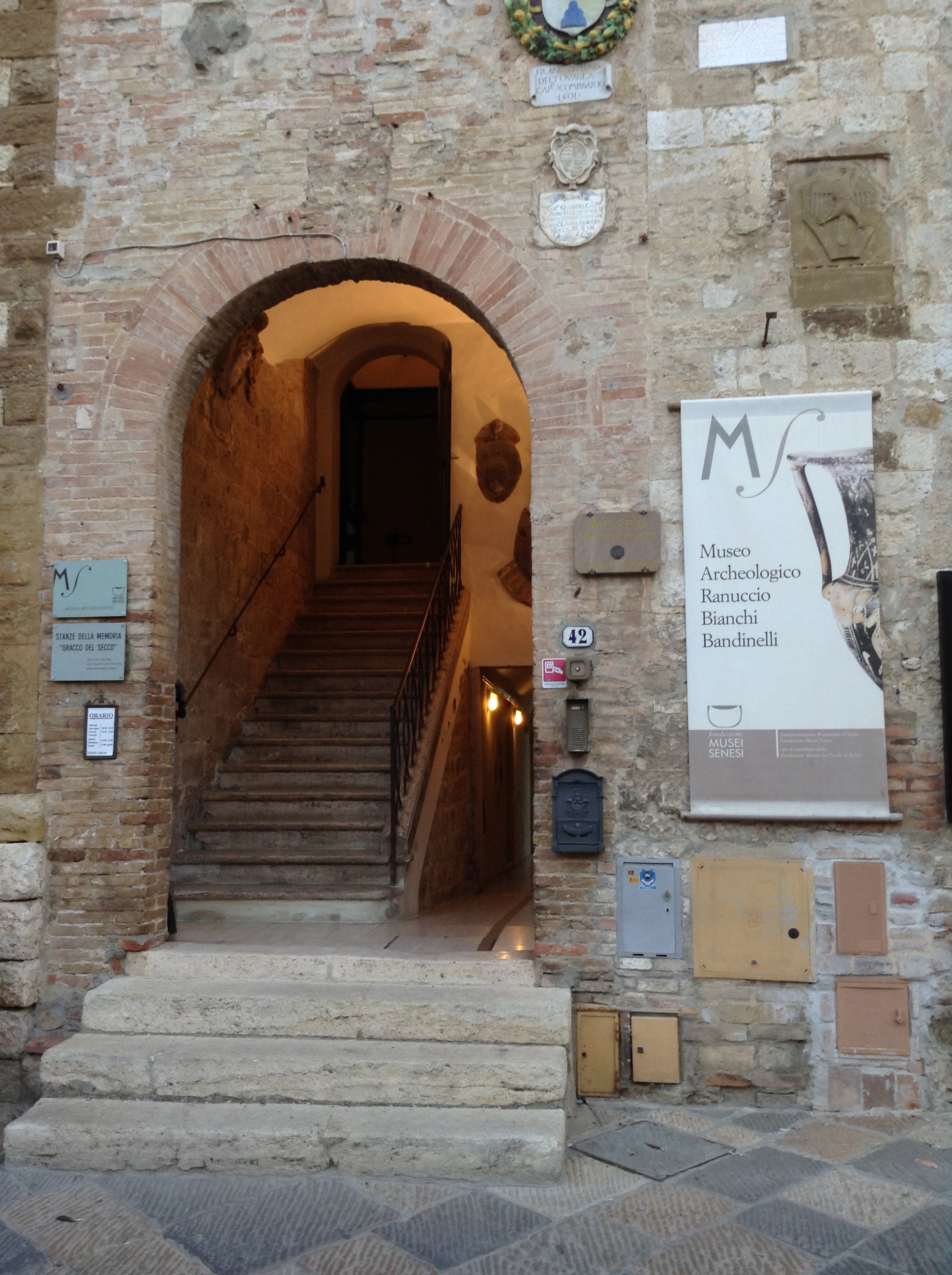
Entrée du musée archéologique.

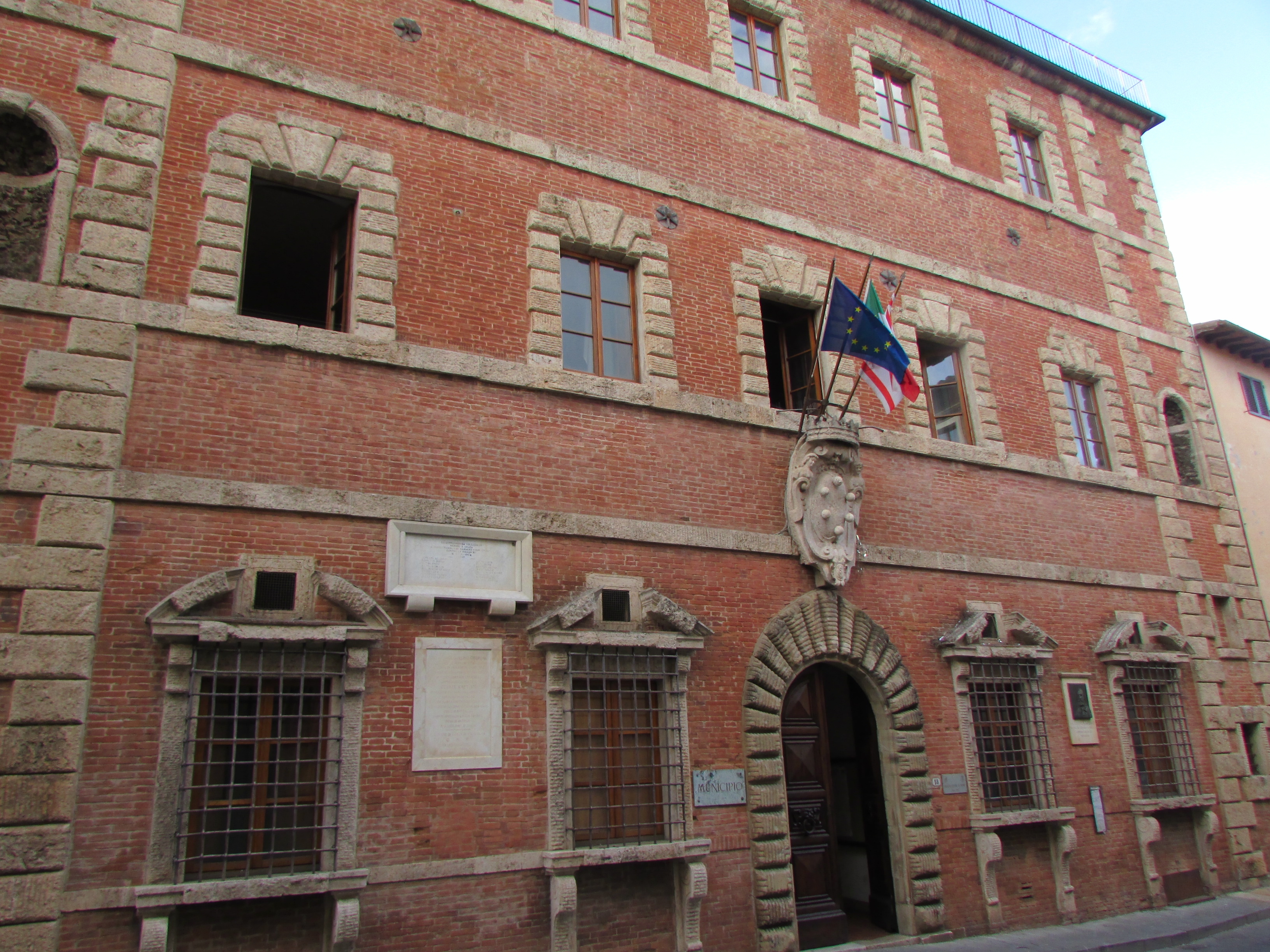
L'Hôtel de Ville.
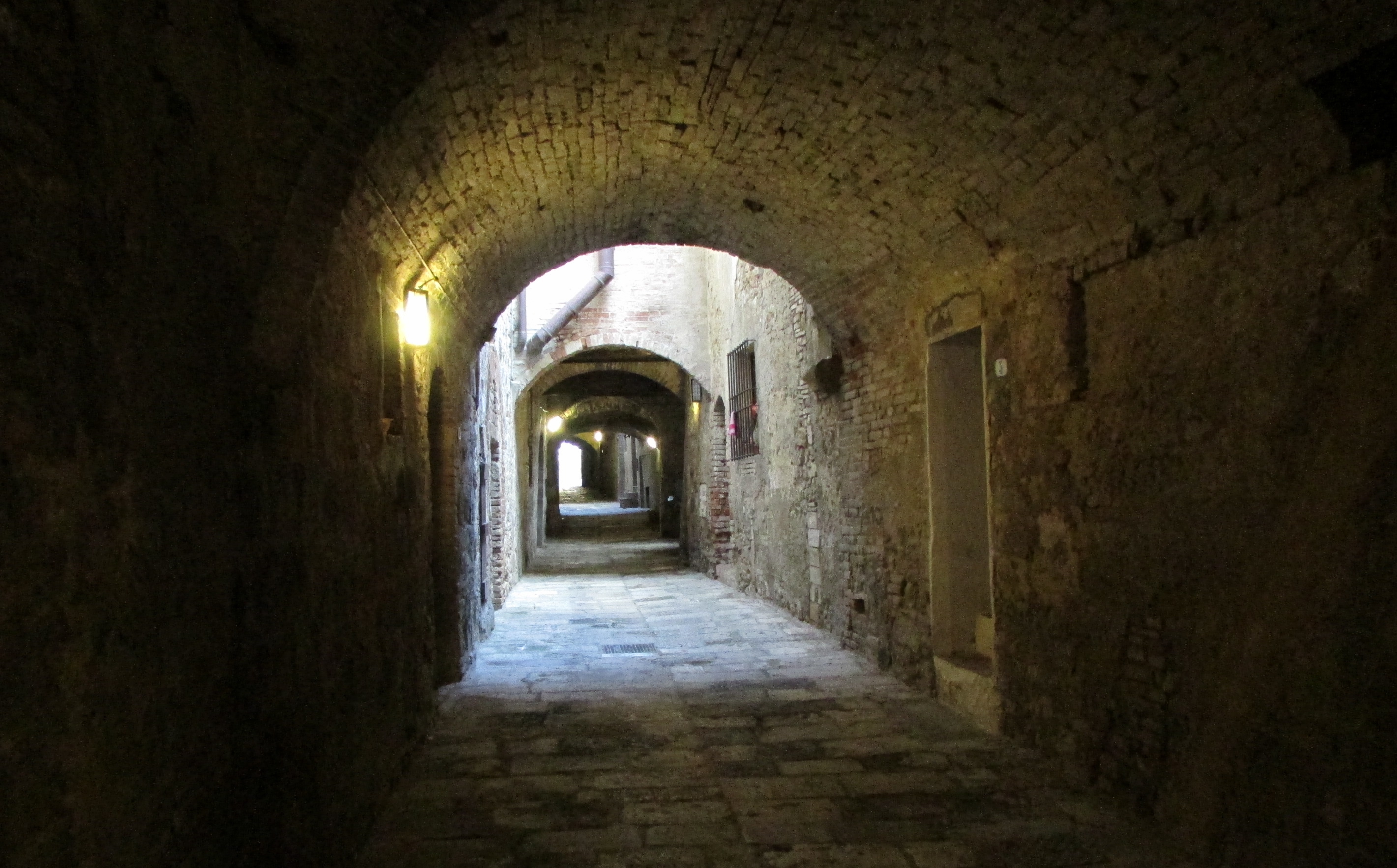
La Via del Volte.
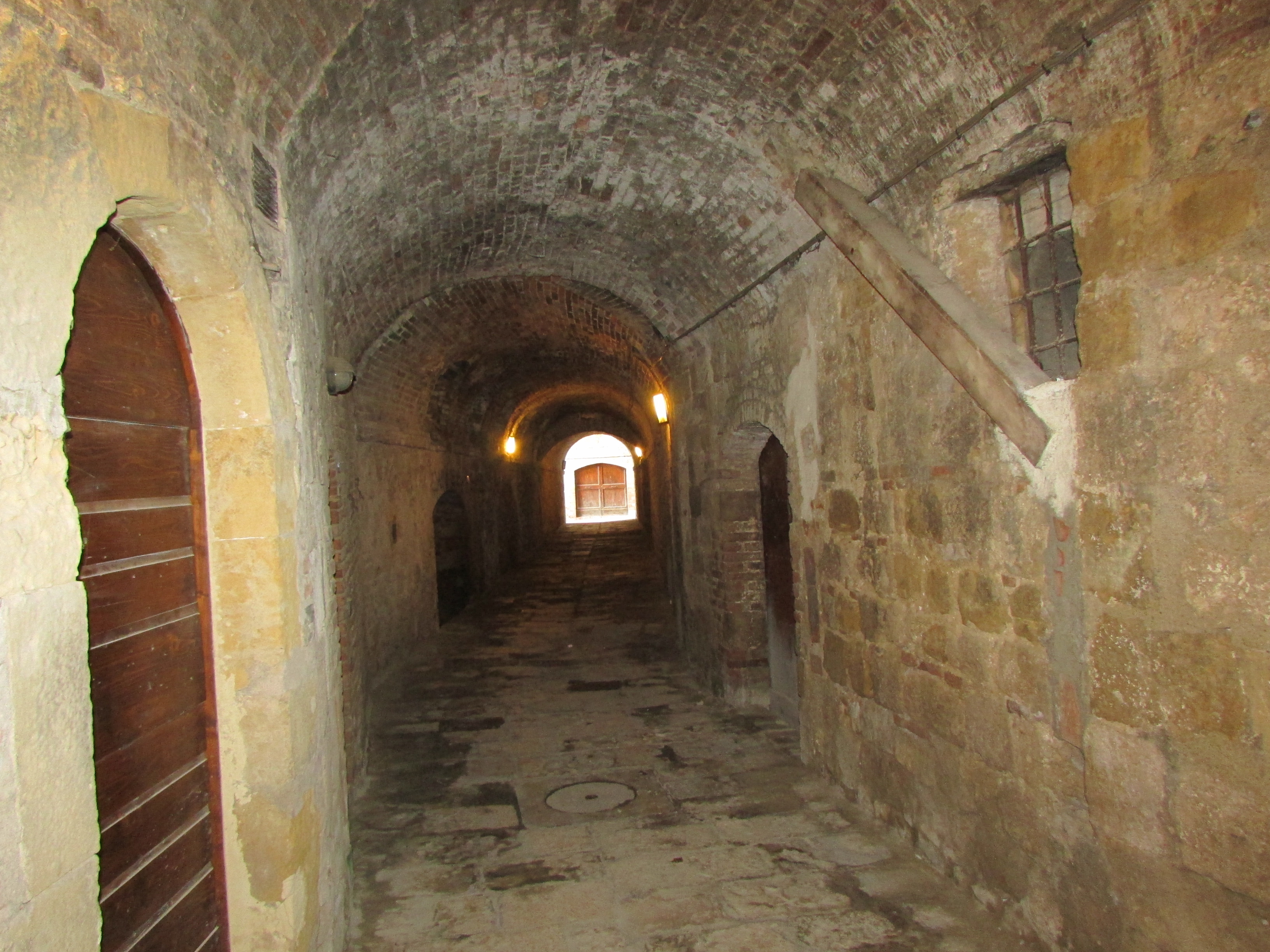
La Via del Volte.
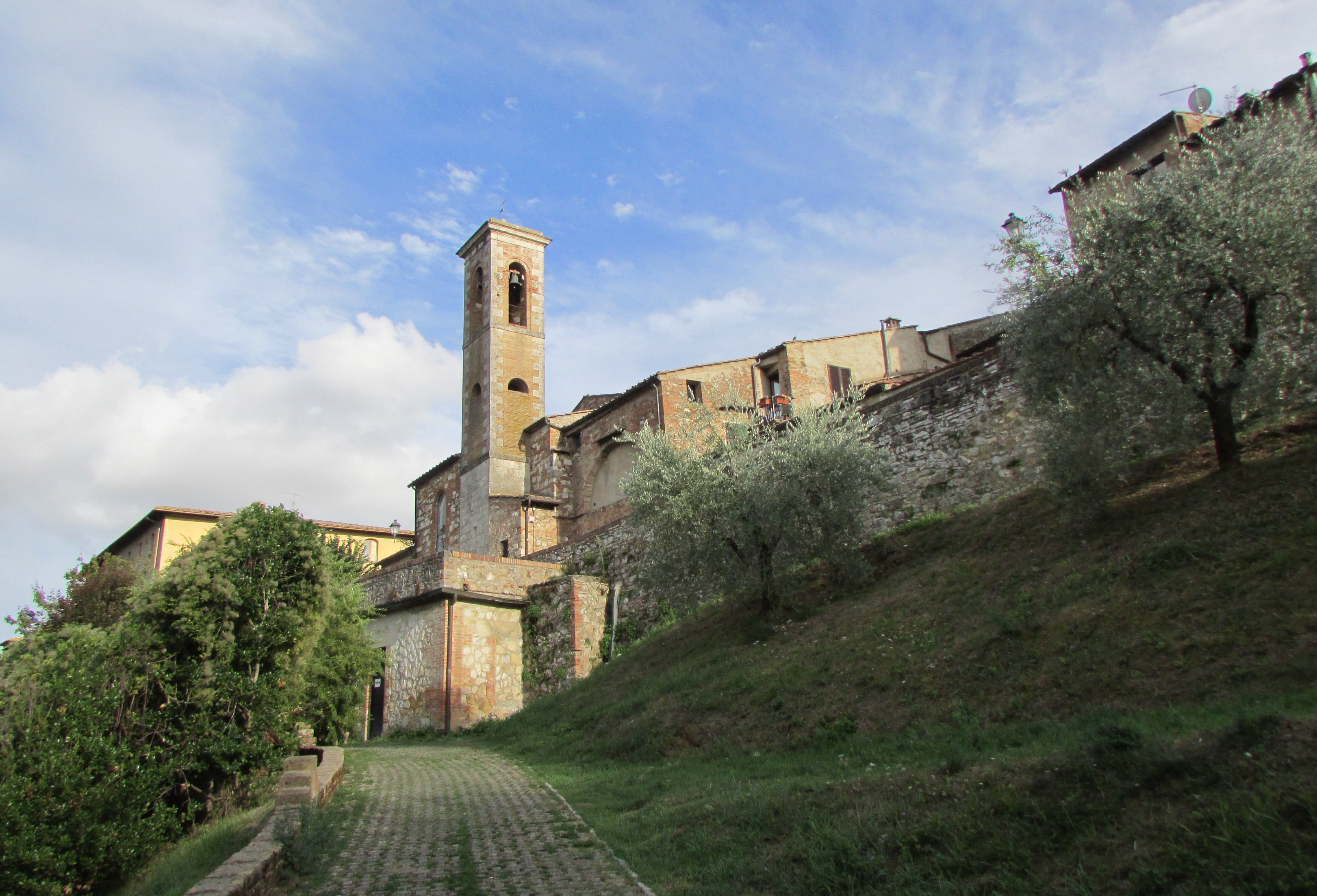
La tour des remparts.
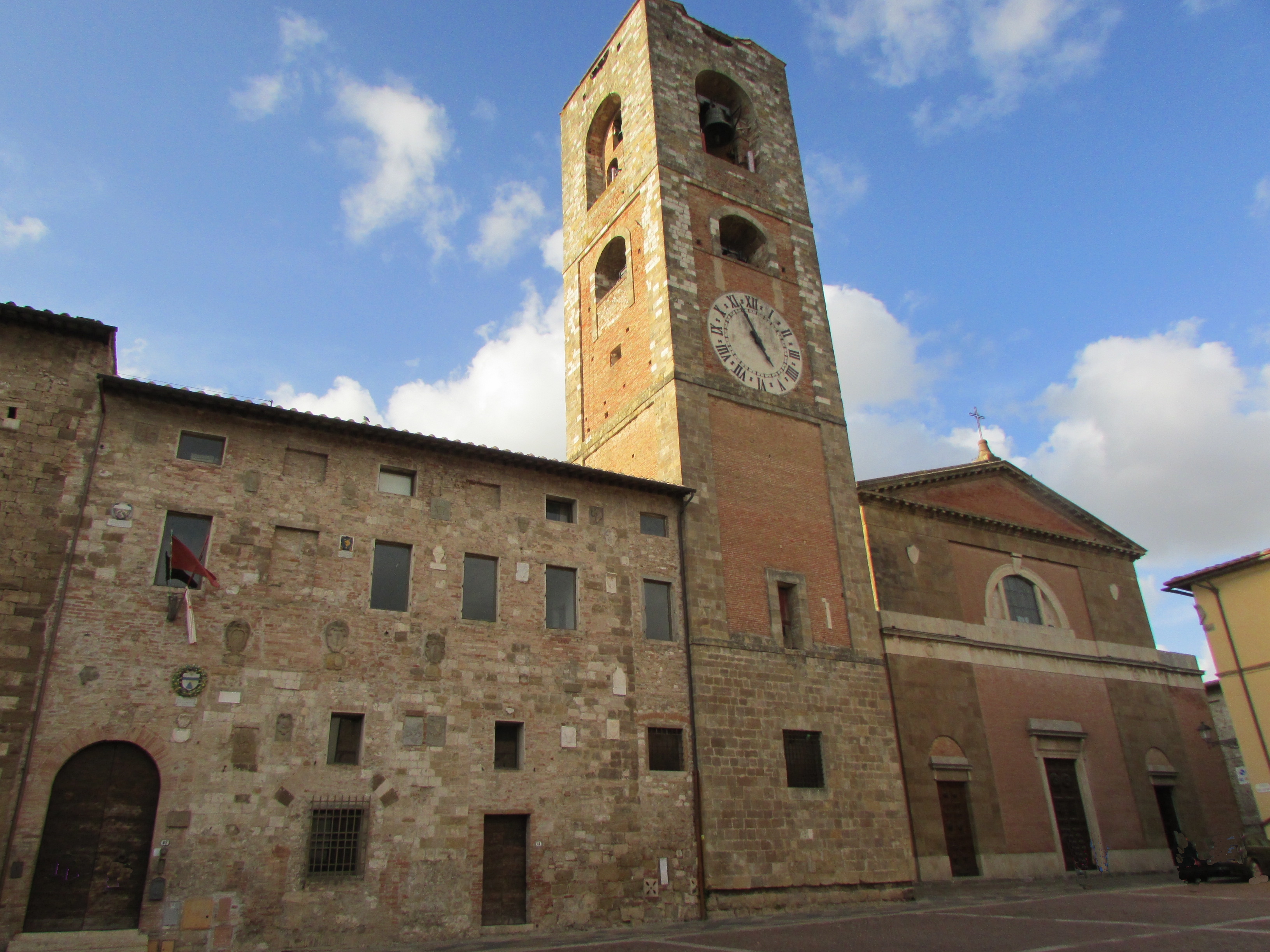
La Cathédrale.
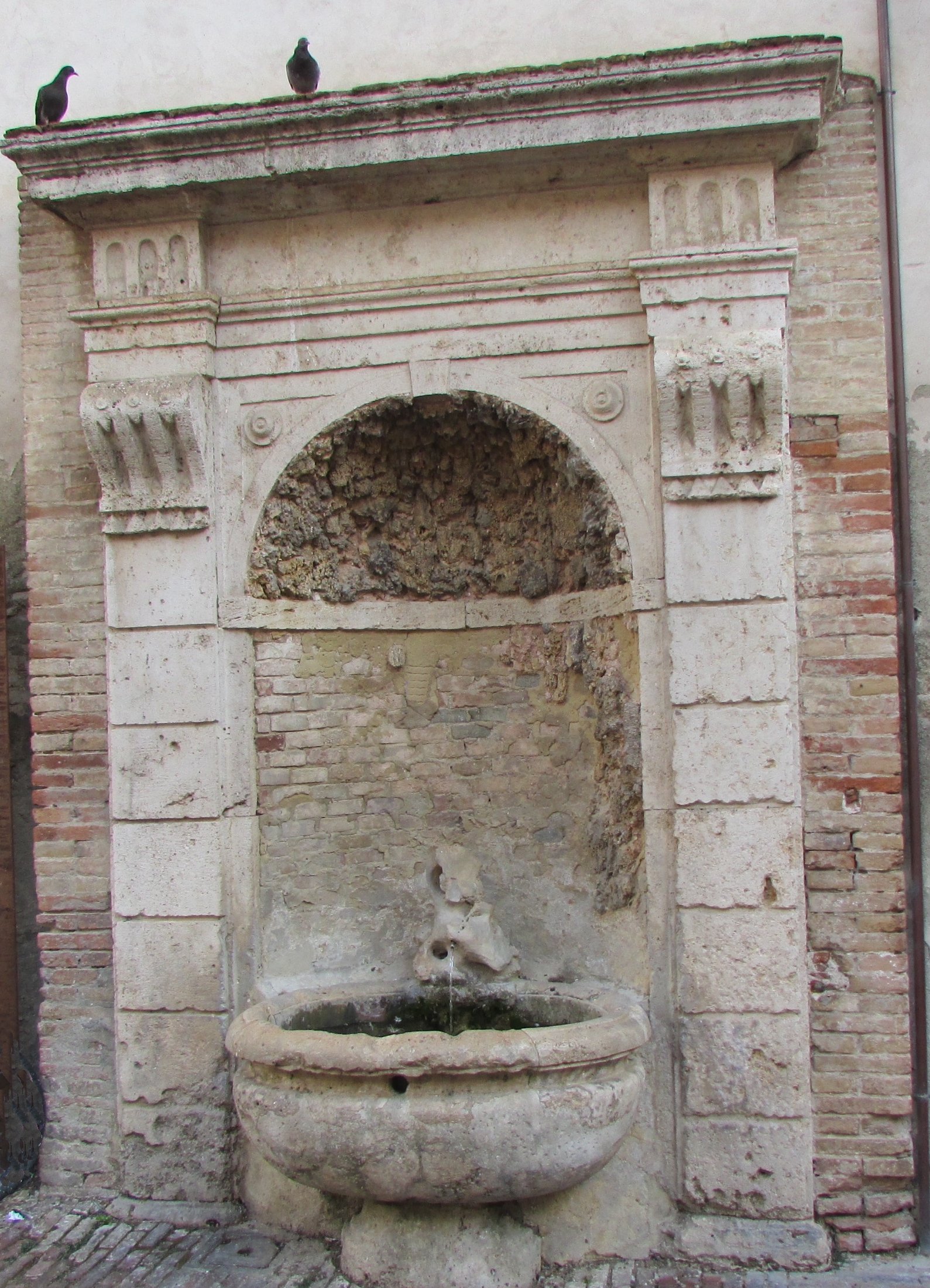
La fontaine face à la Cathédrale.

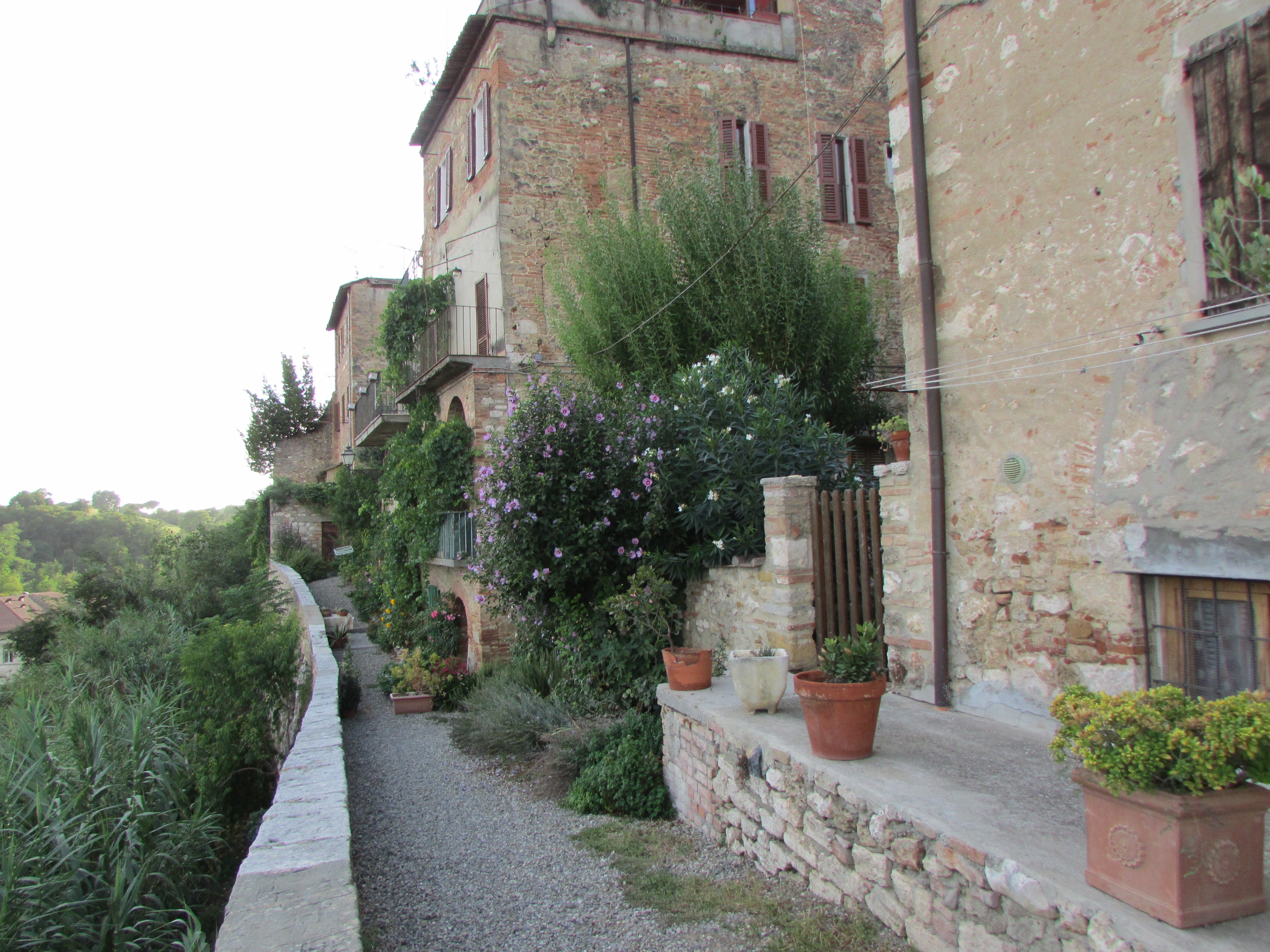
Via dietro le Mura.
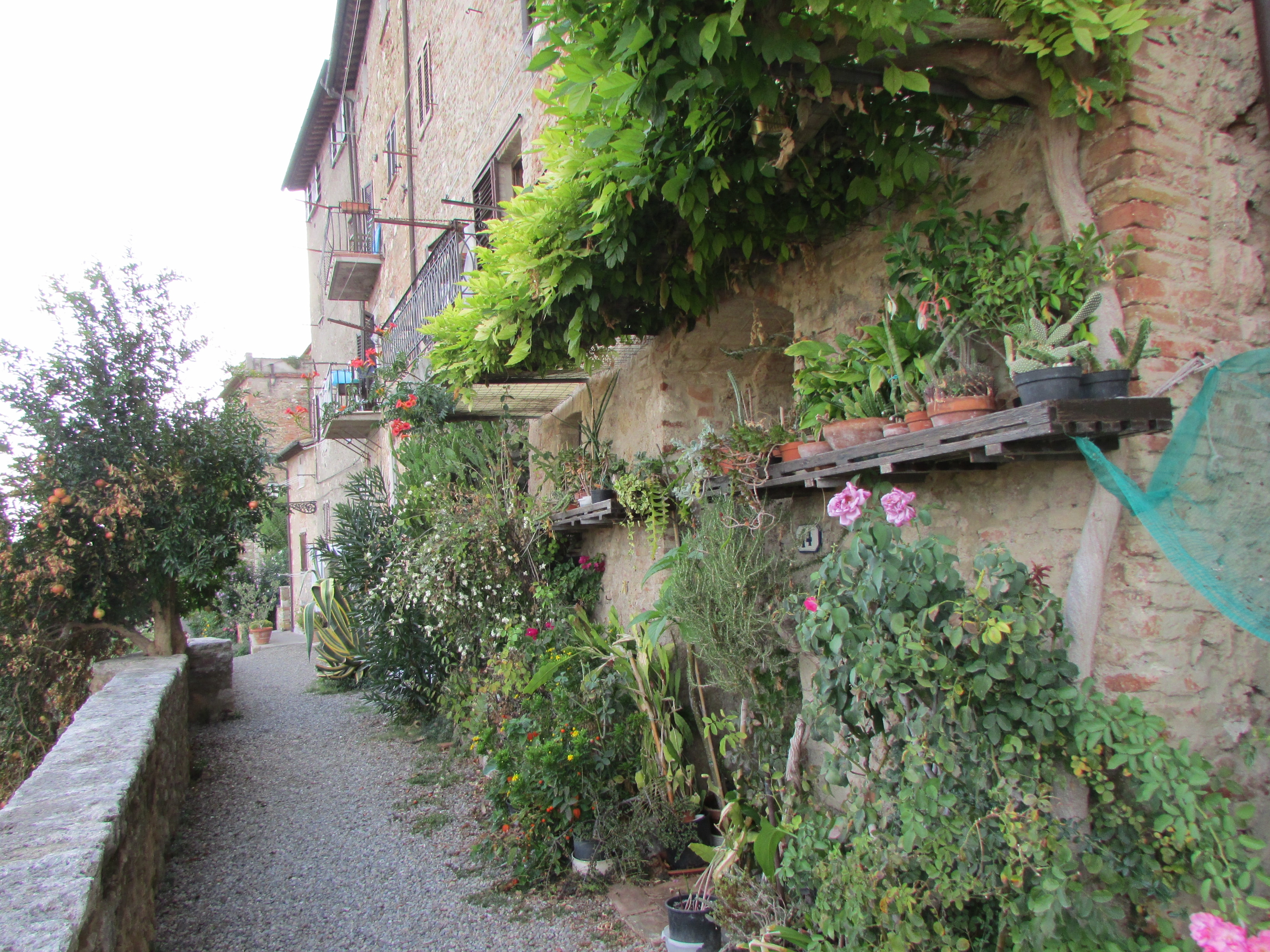
Via dietro le Mura.
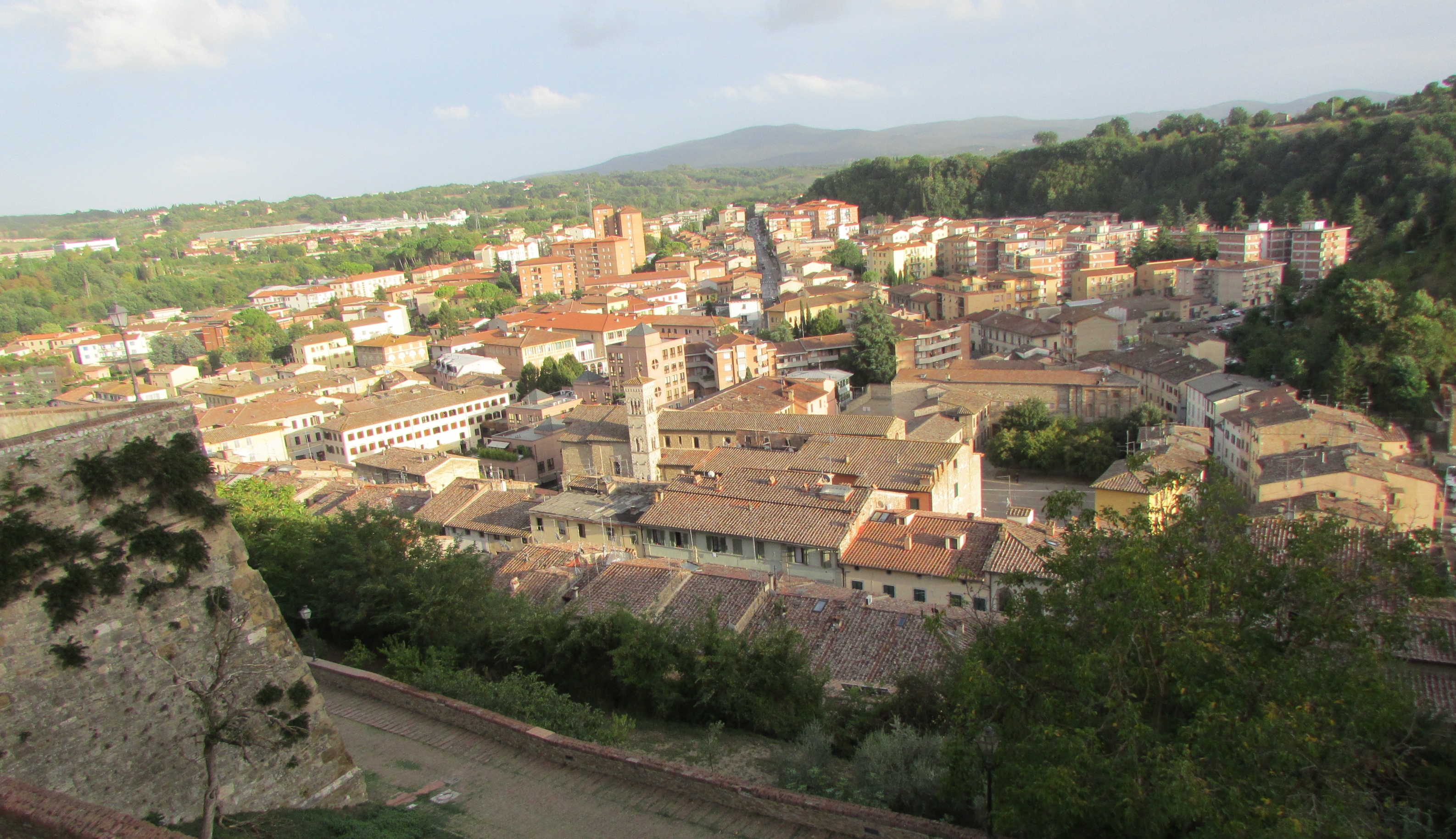
La Ville basse.
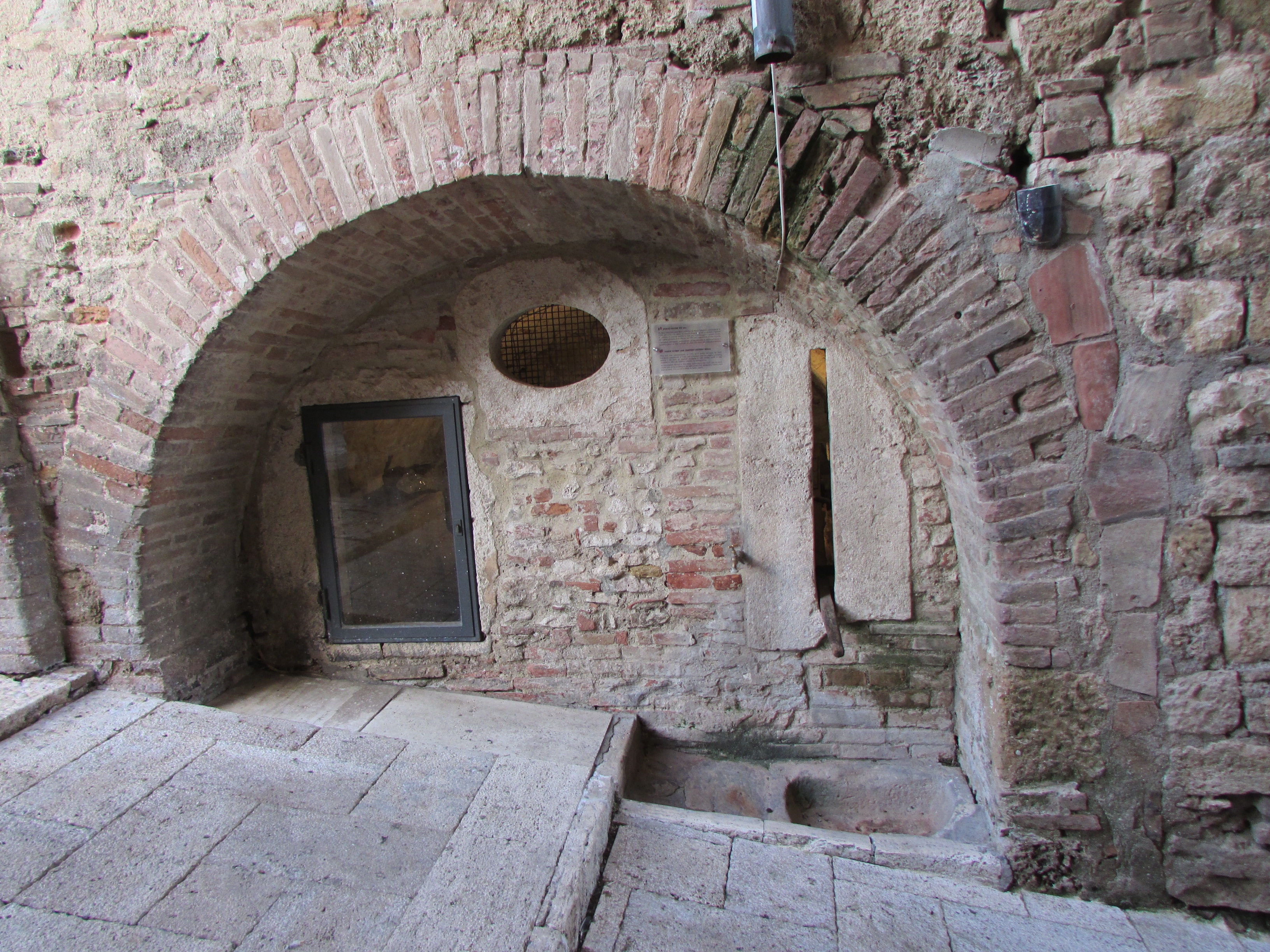
La fontaine Coveri du XIVe siècle.
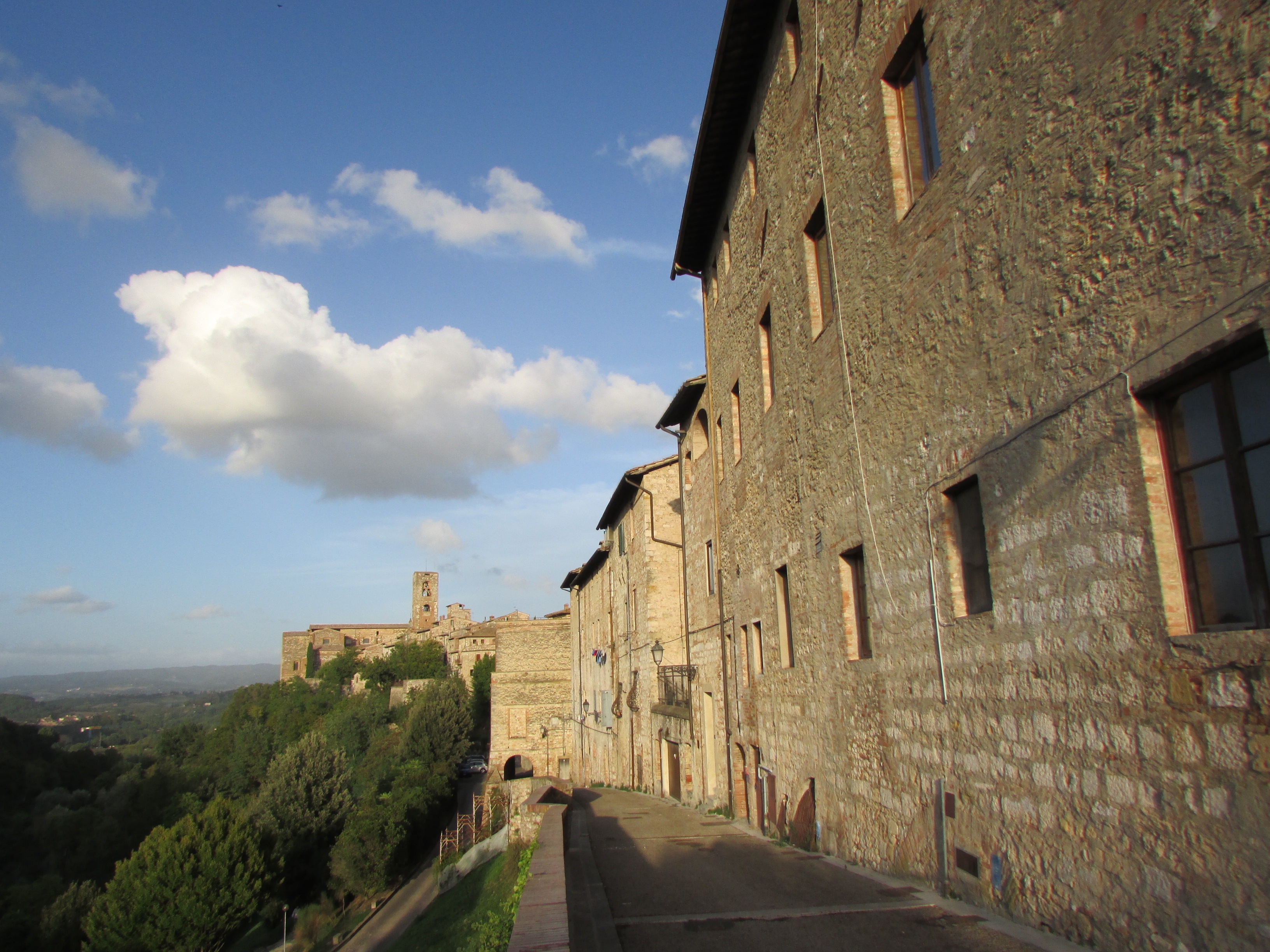
Via del Cenerone.

## Administration
| Période                                  | Période  | Identité       | Étiquette       | Qualité |
| ---------------------------------------- | -------- | -------------- | --------------- | ------- |
| 14 juin 2004                             | En cours | Paolo Brogioni | Centro-Sinistra |         |
| Les données manquantes sont à compléter. |          |                |                 |         |

### Hameaux
Bibbiano, Borgatello, Boscona, Buliciano, Campiglia dei Foci, Castel San Gimignano, Collalto, Dometaia, Gracciano, Lano, Le Grazie, Le Ville, Mensanello, Montegabbro, Molino d'Aiano, Onci, Partena, Paurano, Quartaia, Sant'Andrea, Scarna, Vico.
Une nécropole étrusque a été découverte en 1876 sur le territoire de Le Ville. Ses vestiges sont en partie à Sienne et dans le musée archéologique Ranuccio Bianchi Bandinelli de la ville.

### Communes limitrophes
Casole d'Elsa, Monteriggioni, Poggibonsi, San Gimignano, Volterra

## Personnalités
- Arnolfo di Cambio, architecte et sculpteur (Colle di Val d'Elsa, 1245 - 1310) ;
- Venusto Papini (1899-1980), peintre italien.